# Ichthyodes
Ichthyodes is een kevergeslacht uit de familie van de boktorren (Cerambycidae). De wetenschappelijke naam van het geslacht werd voor het eerst geldig gepubliceerd in 1842 door Newman.

## Soorten
Ichthyodes omvat de volgende soorten:
- Ichthyodes acutipennis (Pascoe, 1867)
- Ichthyodes biplagiata Breuning, 1939
- Ichthyodes centurio (Pascoe, 1866)
- Ichthyodes chalybeata (Pascoe, 1867)
- Ichthyodes ciliata Breuning, 1939
- Ichthyodes dunni Breuning, 1976
- Ichthyodes indistincta Breuning, 1939
- Ichthyodes kaszabi Breuning, 1969
- Ichthyodes lineatopunctata Breuning, 1959
- Ichthyodes lineigera (Pascoe, 1867)
- Ichthyodes lineigeroides Breuning, 1939
- Ichthyodes loriai Breuning, 1943
- Ichthyodes maculicollis (Aurivillius, 1916)
- Ichthyodes maxima (Heller, 1914)
- Ichthyodes nigripes Breuning, 1975
- Ichthyodes obliquata Breuning, 1939
- Ichthyodes papuana Breuning, 1939
- Ichthyodes parterufotibialis Breuning, 1970
- Ichthyodes proxima Breuning, 1939
- Ichthyodes puncticollis (Pascoe, 1867)
- Ichthyodes rosselli Breuning, 1970
- Ichthyodes rotundipennis Breuning, 1939
- Ichthyodes rubricollis (MacLeay, 1886)
- Ichthyodes rufipes Breuning, 1975
- Ichthyodes rufitarsis (Pascoe, 1867)
- Ichthyodes stictica Breuning, 1948
- Ichthyodes sulciceps (Gestro, 1876)
- Ichthyodes surigaonis (Heller, 1923)
- Ichthyodes szekessyi Breuning, 1953
- Ichthyodes ternatensis Breuning, 1968
- Ichthyodes tricolor Breuning, 1959
- Ichthyodes unicoloripennis Breuning, 1959
- Ichthyodes websteri Breuning, 1970
- Ichthyodes xanthosticta (Gestro, 1876)
- Ichthyodes affinis Breuning, 1939
- Ichthyodes albovittata Breuning, 1940
- Ichthyodes biguttula Newman, 1842
- Ichthyodes bisignifera (Pascoe, 1867)
- Ichthyodes fergussoni Breuning, 1970
- Ichthyodes floccifera Breuning, 1939
- Ichthyodes floccosa (Pascoe, 1867)
- Ichthyodes freyi Breuning, 1957
- Ichthyodes jackmani Hüdepohl, 1989
- Ichthyodes kaszabiana Breuning, 1975
- Ichthyodes leucostictica Breuning, 1942
- Ichthyodes longicornis Breuning, 1939
- Ichthyodes neopommeriana Breuning, 1940
- Ichthyodes ochreoguttata Breuning, 1942
- Ichthyodes pseudosybroides Breuning, 1942
- Ichthyodes spinipennis Breuning, 1939
- Ichthyodes striata (Aurivillius, 1916)
- Ichthyodes sybroides (Pascoe, 1867)
- Ichthyodes trobriandensis Breuning, 1947
- Ichthyodes truncata (Aurivillius, 1917)